# Magyar Lloyd Repülőgép- és Motorgyár
A Lloyd Repülőgép- és Motorgyár Rt. 1913-ban alakult meg az egykori Aszódi Magyar Királyi Javító Intézet épületének karosszéria- és asztalosüzemében.

## Története
A gyár magyar és külföldi érdekcsoportok kezdeményezésre jött létre Magyar Lloyd Autómobil- és Motorgyár Rt. néven.
A repülőgép gyártást 1914-ben kezdték meg, a vállalkozásba közben belépett Deutsches Flugzeug Werke (D.F.W.) cég tíz DFW B I típusú félkész állapotú repülőgépeivel abból a célból, hogy annak szerelését, gyártását az újonnan alakult gyárban gyorsabban elsajátíthassák. A D.F.W. egyúttal elküldte az újonnan alakult üzem igazgatónak Bier Henrik pilótát is.
Az új üzem irányításával magyar mérnököket bíztak meg: főmérnöke Melczer Tibor, tervezőmérnökei Szalay Ferenc és Tóbiás Béla lettek.
A gyár mérnökei már az első mintaként elküldött DFW gépek összeszerelésénél tapasztalták, hogy a gépek rendkívül komplikált szerkezetűek, ezért – a görbe ívben hátrahajló szárnyak miatt "Repülő banán"-nak is becézett – típus szárnyformáját átdolgozták egyenes vonalú, hátrafelé nyilazott szerkezetűre.

## Az első Lloyd repülőgép
Az aszódi gyárat a monarchia 4-es repülőüzem jelével látták el, így az itt épített első prototípus gép is a 40.01 jelet kapta meg, A gép első nyilvános szereplésére már közvetlenül elkészülte után sor került. 1914 júniusában a gépet Aspernbe küldték bemutatásra, ahol az ottani, július 27.-én megrendezett repülőversenyen 20-as rajtszámmal indult. Az asperni bemutatón a 107 KW-os (145 LEs) Hiero-motorral felszerelt kísérleti gép, Bier Heinrich igazgató-pilótával nagy meglepetésre 6170 m magasra emelkedett, egy utast magával víve pedig 5440 m rekordmagasságot ért el, és ezzel egycsapásra megnyitotta a gyár gépeinek útját, és megindult a Lloyd 41-es sorozat gépeinek gyártása.
Az asperni versenyről 1914-ben az idegen nyelvű szaklapok; pl. Zeitschrift Für Flugtechnik Und Motorluftschiffahrt, 1914 júliusában elsőként adtak hírt, a magyar nyelvű repülési sajtóban az Aero-ban pedig 1916-ban jelent meg cikk:
A Magyar Lloyd.

Úgyszólván az utolsó békenapokban, még 1914 június 27-én Aspernban Bécs mellett Bier Henrik főhadnagy egy utassal 6170 m. magasságot ér el és ezzel világrekordot teremtett! Bennünket magyarokat a kétségkívül nagyszerű sporteredményen kívül ez a fényes teljesitmény még más és pedig közelről érdeklő szempontból is érintett. T. i. az a repülőgép, amelyen Bier ezt a nevezetes légi kirándulást tette, magyar repülőgép volt, a Magyar Lloyd repülőgépgyár r. t. aszódi műhelyeinek legelső s mint az eredmény mutatta, kitűnően sikerült gyártmánya.
a később legendássá vált első Lloyd repülőgépet a császári és királyi hadvezetőség vette át és közvetlenül az első világháború kitörése után a déli hadszintéren állította szolgálatba. A gép 2 esztendőn keresztül működött felderítéseken kívül bombákkal és rádió berendezéssel ellátva, mint hadigép. A gépet vezető bátor hadipilóták e repülőgéppel Lovcsen, Cetinje, Durazzó, Valona és Nis állásait számtalanszor felkeresték.
Leggyakrabban Dworzák kapitány, Pieler főhadnagy és Dobos őrmester pilóták repültek e első Lloyd géppel, számtalanszor legnagyobb életveszélynek kitéve, ami a törzsön és a szárnyakon látható lövésektől eredő találatok nyomaiból látható.
A repülőgép két évi hűséges szolgálat után visszakerült a gyárhoz, melynek vezetősége az úgy ipari mint sport és haditechnikai szempontból is jelentős légi veteránt a Magyar királyi közlekedésügyi múzeumnak ajánlotta fel.
1917-ben a gép üres sárkánya a Hadirepülőgép Kiállításon, majd a királyi Közlekedési Múzeum kiállításán volt látható.
Az Iparcsarnokban 1917-ben rendezett hadi repülőgép kiállítás Tárgymutatója szerint:
Tételszám: 206. Magyar Lloyd hadirepülőgép, az első Magyarországon gyártott hadirepülőgép, mely kiváló teljesítményeivel történelmi becsüvé vált...

A repülőgép műszaki adatai:
   Gyártotta: Magyar Lloyd Repülőgép- és Motorgyár, Aszód
    Fesztávolsága: 14,4 m
    Hossza: 8,9 m
    Magassága: 3,15 m
    Felszálló tömege: 1060 kg
    Legnagyobb sebessége: 140 km/h
    Motorja: Hiero, 6 hengeres, 106 kW-os

## A Lloyd által gyártott repülőgépváltozatok
1914-1916 között a 400 főt foglalkoztató repülőgépgyár nagyrészt a sikeres első gép változatait gyártotta különféle motorokkal 41-es, 42-es és 43-as sorozatszámokkal.
Ezek az első a gépek fából készültek és vászonborítással voltak ellátva a 40.01-es gép kivételével, amelynek acélcső szerkezetű törzsét még Lipcséből hozatták.
A Lloyd gyár tervezőmérnökei az első háborús évek tapasztalatait felhasználva a 44-es sorozat gépeiből már két változatot is készítettek, melynek második változata abban különbözött az előzőtől, hogy az addigi vászon szárnyborítás helyett a szárnyak teljes felületét vékony réteges falemezzel borították be, mellyel nagyban megnövelték a szárny merevségét, ugyanakkor növelve a felületi simaságot is, ami nagyobb sebességet eredményezett.
Az 1917-ben gyártott 46-os sorozat már teljesen átdolgozott, új típus volt. Az ekkor még újdonságnak számító furnérborítással ellátott Lloyd már 136 kW-os (185 LE-s) MÁG Daimler-motorral repült (Ez a gép egyúttal a kétüléses gyorsfelderítők első változatának is tekinthető). Az átdolgozott gép sikerét figyelembe véve a bécsi Flieger-Arsenal elrendelte a magyar tervezésű (82-es sorozat) típus Wiener Karosserie cég által való sorozatgyártását is. Ebbe a típusba később az Aradon található MARTA gyár 162 kW-os (220 LE-s) motorjait építették be, és a gépeget előre-, és hátrafelé tüzelő géppuskával is felszerelték.
Mivel ez időben tervezést és kísérleteket végző intézmények csak Bécsben voltak, az aszódi Lloyd gyár vezetői a tervezésben és a kísérleti tapasztalatokban mutatkozó hiányt sok kísérleti repülőgép megépítésével igyekeztek pótolni. Az ez irányba végzett kutatások során eddig 16 megépült kísérleti repülőgép került elő, ezeket szilárdsági, valamint repülési tulajdonságok mérésére is alkalmazták. (Jeleik 40.01-től 40.16-ig ismertek) A kísérletek közül a legérdekesebb kétségtelenül a nagy gépekre kiírt pályázat során történt (G típus vagy Grossflugzeug típus), ekkor hat hét leforgása alatt egy három motorral, két törzzsel ellátott óriás, háromfedelű gép készült (40.08 jellel), amelyhez nagyrészt a gyártott gépek részeit használták fel. A kísérlet azonban sajnos nem volt sikeres, a gép már az első próbánál összetört.
1917 végére azonban a havi 20-24 repülőgépből álló teljes gyártás kapacitás már az Aviatik C és D.I Berg felderítő- és vadászgépekből álló osztrák licencgyártásokból állt.
1918 őszén indult volna be a Phönix C.I kétüléses gyors felderítők gyártása, de ekkorra a gyár már súlyos anyaghiányokkal küzdött, ezért az első ilyen gépek összeszerelésére csak a Tanácsköztársaság idején kerülhetett sor. Az ekkor összeszerelt gép a gyár 49-es sorozatú gépe volt, míg az Aviatik C.I felderítők a 47-es, az erős motorral továbbfejlesztett Aviatik D.I Berg vadászgépek pedig a 348-as jellel voltak ellátva.
Magyarországon 1920 nyarán a trianoni békeszerződés értelmében életbe lépett - a repülőgépgyártást, és a katonai repülést érintő - teljes tilalom eredményeként 1921-ben az aszódi gyár is lerombolásra került, és ezzel egy időben a Szövetséges Ellenőrző Bizottság által a Magyarországon található repülőgépek és azok motorjai valamint dokumentációi is elszállításra, vagy megsemmisítésre kerültek.